# Dagmar Edqvist

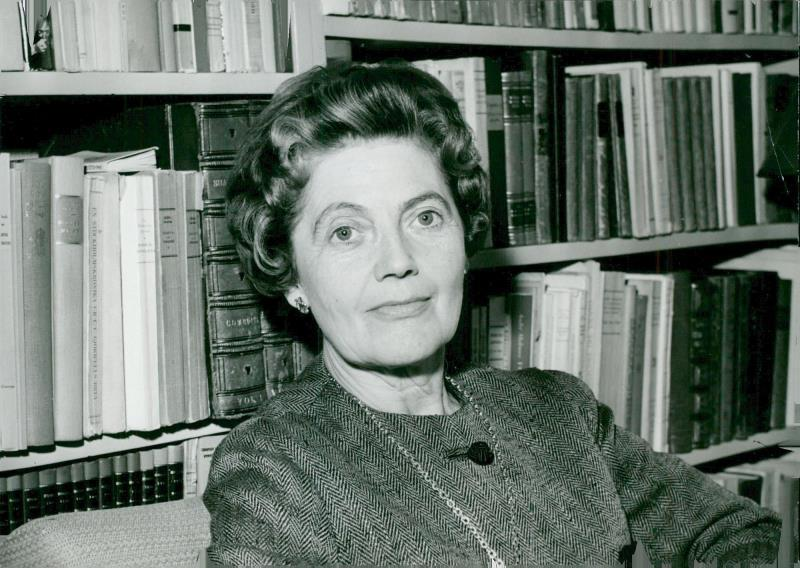
Dagmar Edqvist (1965)

Dagmar Edqvist (* 20. April 1903 in Visby, Schweden; † 21. Januar 2000 in Luleå, Schweden) war eine schwedische Schriftstellerin und Drehbuchautorin.

## Leben und Werk
Dagmar Edqvist ist die Tochter von Hjalmar Jansson und Hermanna Jansson, geb. Krokstedt. 1923, ein Jahr nach ihrem Schulabschluss, heiratete sie Torgny Edqvist und besuchte die Universität von Dijon, Frankreich. Ihr Romandebüt gab sie 1932 mit Kamrathustru, publiziert vom Stockholmer Verlagshaus Bonnier, das ihr Stammverlag bleiben sollte. Die erste deutschsprachige Ausgabe erschien 1943 beim Schweizer Verlag Orell Füssli unter dem Titel Frau und Kamerad. Orell Füssli verlegte bis 1968 – und bis heute als einziger Verlag – auch alle anderen in deutscher Sprache erschienenen Romane der Autorin. Übersetzt wurden die Bücher von Hildegard Johanna Kaeser.
Kamrathustru, Rymlingen fast, Fallet Ingegerd Bremssen und Musik i mörker wurden verfilmt, letzterer von dem Regisseur Ingmar Bergman (dt. Musik im Dunkeln). Mit Ausnahme von Kamrathustru wurden alle Bücher von ihr selbst für die Leinwand adaptiert. Für Sven Nykvists Lianbron schrieb sie das Originaldrehbuch nach einer Idee von Nykvist.

## Werke

### Romane
- Kamrathustru. Bonnier, Stockholm 1932. Dt. Frau und Kamerad. Orell Füssli, Zürich 1943.
- Rymlingen fast. Bonnier, Stockholm 1933.
- Tre män och Cecilia. Bonnier, Stockholm 1935. Dt. Drei Männer um Cecilia. Orell Füssli, Zürich 1961.
- Filippa: pjäs i tre akter. Bonnier, Stockholm 1936.
- Fallet Ingegerd Bremssen. Bonnier, Stockholm 1937. Dt. Der Fall Ingegerd Bremssen. Orell Füssli, Zürich 1945.
- Andra äktenskapet. Bonnier, Stockholm 1939. Dt. Die zweite Ehe. Orell Füssli, Zürich 1949.
- Hjärtat söker nödhamn. Bonnier, Stockholm 1942. Dt. Not des Herzens. Orell Füssli, Zürich 1944.
- Osynliga stängsel. Bonnier, Stockholm 1944. Dt. Stud. med. Weronius. Orell Füssli, Zürich 1946.
- Musik i mörker. Bonnier, Stockholm 1946. Dt. Musik im Dunkeln. Orell Füssli, Zürich 1947.
- Romeo i stallet och andra noveller. Bonnier, Stockholm 1948.
- Trolldryck. Bonnier, Stockholm 1949. Dt. Der Zaubertrank. Orell Füssli, Zürich 1950.
- Penelope väntar inte. Bonnier, Stockholm 1951. Dt. Penelope wartet nicht. Orell Füssli, Zürich 1952.
- Angela Teresas gäster. Bonnier, Stockholm 1953. Dt. Angela Teresas Gäste. Orell Füssli, Zürich 1954.
- Paradisets portar. Bonnier, Stockholm 1956. Dt. Die Pforte des Paradieses. Orell Füssli, Zürich 1957.
- Skuggan blir kortare. Bonnier, Stockholm 1958. Dt. Der Schatten wird kürzer. Orell Füssli, Zürich 1959.
- Den svarta systern. Bonnier, Stockholm 1961. Dt. Die schwarze Freundin. Orell Füssli, Zürich 1962.
- Eldflugorna. Bonnier, Stockholm 1964. Dt. Die Feuerfliegen. Orell Füssli, Zürich 1965.
- Mannen från havet. Bonnier, Stockholm 1967. Dt. Der Mann vom Meere. Orell Füssli, Zürich 1968.
- Mannen som kom hem. Bonnier, Stockholm 1969.
- Människor på en ö. Bonnier, Stockholm 1973.
- Möten i Marocko. Bonnier, Stockholm 1974.
- Efter flykten. Bonnier, Stockholm 1977, ISBN 978-91-0-041897-7.
- Varför kom du på ängen. Bonnier, Stockholm 1980, ISBN 978-91-0-044904-9.
- Vänta på vind: en berättelse från 1600-talets slut. Bonnier, Stockholm 1985, ISBN 978-91-0-046615-2.

### Drehbücher
- 1941: En kvinna ombord
- 1942: Fallet Ingegerd Bremssen
- 1948: Musik im Dunkeln (Musik i mörker) – Co-Autor: Ingmar Bergman
- 1965: Lianbron